# ThalesNano Zrt.
A ThalesNano Zrt. főleg folyadékkémiai termékekkel nyújt megoldást a vegyészek számára. Székhelye Magyarországon, Budapesten van, képviselettel Európában, Észak-Amerikában és Ázsiában. A ThalesNano 2002-ben a ComGenex Zrt.-ből vált ki, hogy a ComGenex innovációit értékesítse a mikrofluidika, a mezofluidika és a nanotechnológia területén.
A ThalesNano kezdeti kínálata, a H-Cube folyamatos áramlású hidrogénező reaktor 2005-ben R&D 100 díjat nyert, és azóta a 20 legjobb gyógyszeripari vállalat közül mind a 20 használni kezdte.
Azóta a társaság egy sor moduláris összetevőt fejlesztett ki, amelyek kibővítik a H-Cube lehetőségeit, valamint dolgoznak az eredeti termék újabb verzióján (H-Cube Pro néven).
A ThalesNano berendezés áramlási kémiában való használatát számos tudományos publikáció támogatja.

## Termékek
- H-Cube: egy asztali folyamatos áramlású hidrogénező reaktor.
- H-Cube Midi: egy üzemi méretű folyamatos áramlású hidrogénező reaktor.
- H-Cube Pro: a H-Cube folyamatos áramlású hidrogénező reaktor következő generációs változata.
- Gázmodul: egy moduláris komponens a H-Cube és a H-Cube Pro folyamatos áramlású hidrogénező reaktorokhoz, amely a hidrogén mellett 13 másik gáz felhasználását is lehetővé teszi.
- Phoenix Flow Reactor: moduláris alkatrész a H-Cube és a H-Cube Pro folyamatos áramlású hidrogénező reaktorokhoz, amely lehetővé teszi a nagyon magas (450 °C/842 °F) hőmérsékletek alkalmazását.

## Fordítás
Ez a szócikk részben vagy egészben  a   ThalesNano című angol Wikipédia-szócikk ezen változatának fordításán alapul.  Az eredeti cikk szerkesztőit annak laptörténete sorolja fel. Ez a jelzés csupán a megfogalmazás eredetét és a szerzői jogokat jelzi, nem szolgál a cikkben szereplő információk forrásmegjelöléseként.